# Neustift-Innermanzing
Neustift-Innermanzing est une commune autrichienne du district de Sankt Pölten-Land en Basse-Autriche.